# Comodoro Pedro Zanni Airport
Comodoro Pedro Zanni Airport (engelska: Pehuajó Airport, Comodoro P. Zanni Airport) är en flygplats i Argentina. Den ligger i den centrala delen av landet, 300 km väster om huvudstaden Buenos Aires. Comodoro Pedro Zanni Airport ligger 84 meter över havet.
Terrängen runt Comodoro Pedro Zanni Airport är mycket platt. Runt Comodoro Pedro Zanni Airport är det glesbefolkat, med 8 invånare per kvadratkilometer..
Trakten runt Comodoro Pedro Zanni Airport består till största delen av jordbruksmark.